# 김정훈 (1956년생 축구인)
김정훈(金正勳, 1956년 9월 1일 ~ )은 북한의 축구 감독으로 2007년부터 2010년까지 북한 축구 국가대표팀의 감독을 맡았으며 현재 소백수체육단의 감독을 맡고 있다.

## 선수 경력
중앙 수비수 출신으로 4.25체육단에서 활동하였으며 1973년부터 1985년까지 북한 국가대표팀에서도 4경기를 뛰었다.

## 감독 경력
선수 은퇴 후 4.25체육단의 감독을 맡다가 2007년 북한 축구 국가대표팀 감독에 취임하였고 취임 이후 2010년 FIFA 월드컵 아시아 지역 최종 예선에서 B조 2위로 44년만에 북한을 월드컵 본선에 진출시키며 1966년 FIFA 월드컵에서 북한을 8강으로 이끈 명래현 감독에 이어 역대 두 번째로 FIFA 월드컵 무대를 밟는 북한 감독이 되었으며 2009년에는 AFC 올해의 감독상 후보에 오르기도 했다.
이후 2010년 FIFA 월드컵 본선에서도 팀을 지휘했으며 대회 이후 4.25체육단 감독으로 복귀하였다가 2011년부터 소백수체육단의 감독으로 재직 중이다.
그리고 2010년 10월에는 IFFHS에서 1996년에서 2009년까지의 축구 감독을 대상으로 선정한 '세계 감독 랭킹'에서 171위에 오르기도 했다.

## 그 외
2010년 FIFA 월드컵 이후 포르투갈과의 G조 2차전에서 0-7 대패를 당한 것으로 인하여 강제노동에 징집되었다는 언론의 보도가 있었으나 이는 사실무근인 것으로 밝혀졌다.